# 닭쳐
《닭쳐》(Chicken Hit)는 한국에서 제작된 오명록 감독의 2006년 드라마 영화이다. 이동수 등이 주연으로 출연하였다.

## 출연

### 주연
- 이동수
- 정태동
- 안슬기

## 기타
- 프로듀서: 선우선
- 조명: 전장호
- 조감독: 신형철
- 녹음: 한재용
- 미술: 조유수
- 애니메이션: 최석영